# Quebrada Leones
La quebrada Leones es un cauce natural de agua ubicado en la Región de Atacama que desemboca en el océano Pacífico. En algunos mapas aparece como aguada Leones y Risopatrón la nombra quebrada Ramadas.
No confundir con la quebrada Ramadas (Pulido).

## Trayecto
Risopatrón la señala como una quebrada ubicada a medio camino entre Caldera y punta Cabeza de Vaca. El mapa de la zona (USA) de las Fuerzas Armadas de los Estados Unidos de América muestra varias quebradas en ese tramo, pero solo la quebrada Leones lleva un nombre. Algo similar ocurre con el Mapa de la zona (IGM) del IGM, que solo muestra la aguada Leones.

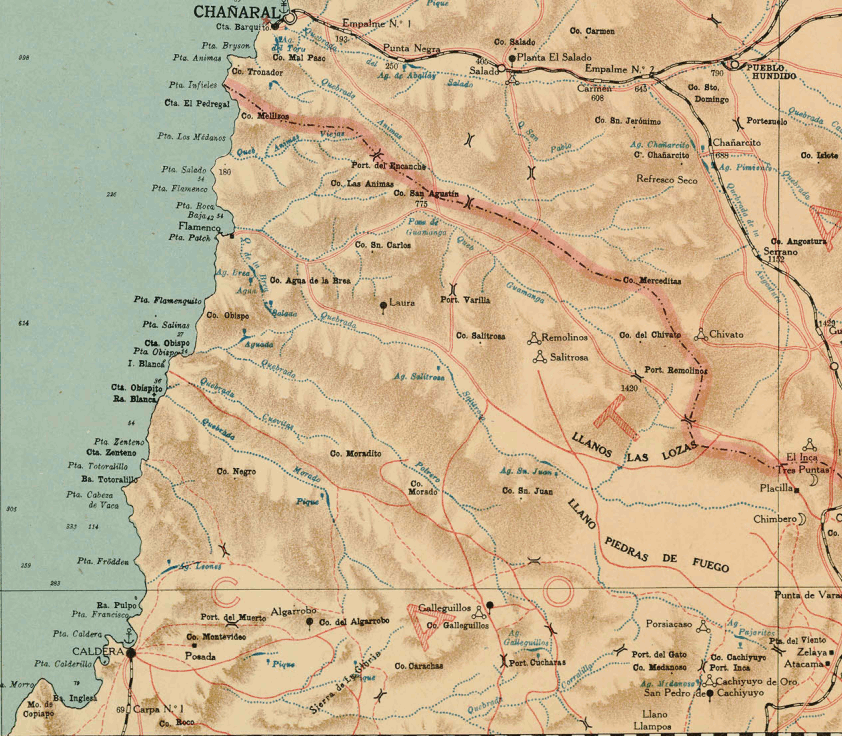
Zona costera entre el río Salado (Chañaral) por el norte y unos 20 kilómetros al norte del río Copiapó por el sur. Sección de un mapa de la zona publicado por el Instituto Geográfico Militar de Chile en 1945 con una escala 1:500000. La aguada Leones se encuentra en el cuadrante inferior izquierdo del mapa.

## Historia
Luis Risopatrón describe en su Diccionario jeográfico de Chile (1924) cuatro accidentes geográficos referidos al mismo nombre:: 749 
Ramadas (Quebrada) 27° 00'? 70° 50' El agua es abundante en ella i corre a veces como un arroyuelo; desemboca en la costa del mar, en la medianía de la distancia entre el puerto de Caldera i la punta de Cabeza de Vaca. Sus terrenos fueron vendidos en remate en el año de 1713. 98, m, p. 122; i de la Ramada en 100, p. 186.

## Población, economía y ecología
Es una zona protegida por la declaración de "Bien nacional protegido Quebrada Leones", que abarca 2.971,57 ha.